# St.-Markus-Kirche (Bremen)

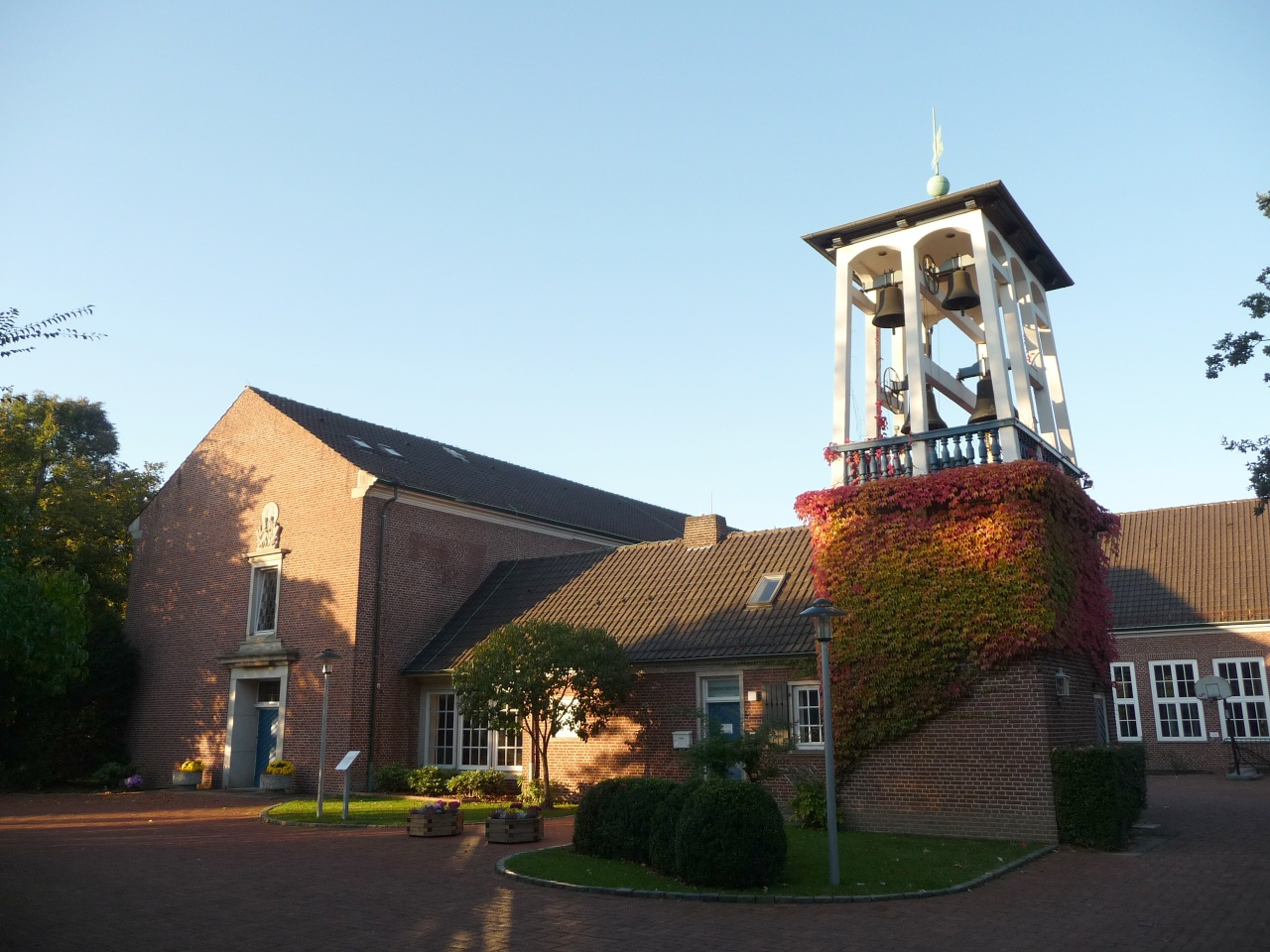
St.-Markus-Kirche

Die  evangelische St.-Markus-Kirche in Bremen, Stadtteil Obervieland, Ortsteil Kattenturm, Arsterdamm 12–16, entstand 1955 nach Plänen von Fritz Brandt. Das Gebäude steht seit 1995 unter Bremer Denkmalschutz.

## Geschichte
Seit 1928 besaß die Jakobi-Gemeinde das Poppesche Landgut am Arster Damm, um eine Filiale zu errichten. 1949 war hier ein Gemeindehaus und der Kindergarten. Für den stark wachsendem Ortsteil Kattenturm war es bald zu klein. So wurde 1953 die St. Markus-Gemeinde als Abspaltung von der Jakobi-Gemeinde gegründet. Obervieland wuchs weiter und so ging 1962 die Thomas-Gemeinde in Kattenesch und 1975 die Abraham-Gemeinde in Kattenturm aus dieser Gemeinde hervor.
Die nach dem Evangelisten Markus benannte Kirche entstand von 1953 bis 1955 im Stil einer konservativen Moderne. Gestaltet in der Form einer nord-südlich ausgerichteten Basilika mit asymmetrischer Achse und westlichem Seitenschiff, bildet sie mit Gemeindesaal, Büro, Küsterwohnung und Glockenturm ein um den Innenhof gruppiertes Ensemble.
Der fast freistehende niedrige, gemauerte Glockenturm mit Stahlbeton-Glockenstuhlaufsatz und ähnelt durch Gestaltung und Form einem Campanile. in ihm hängen vier Bronze-Glocken (Töne g, a, c, d) der Glockengießerei Otto aus Hemelingen. Die relativ geringe Höhe des Glockenturmes ist der Lage der Kirche in der Einflugschneise des benachbarten Flughafens geschuldet. Auf der Turmspitze befindet sich eine Wetterfahne in Form eines geflügelten Löwen, das Symbol für den Evangelisten Markus.
Die Klinkerfassade weist barockisierende Elemente auf. Das Kircheninnere hingegen ist schlicht gestaltet und weiß geschlämmt.
Über der Eingangstür befindet sich ein Relief das vom Bildhauer Herbert Kubica für die Kirche gestaltet wurde.
Die Orgel (2 Manuale/Pedal) wurde 1956 von der Orgelbauwerkstatt Alfred Führer in Wilhelmshaven errichtet.
Das Landesamt für Denkmalpflege Bremen befand: „...großzügige raumbildende Gruppierung der Bauten; Vorliebe für schlichte Grundformen, Asymmetrien... ins Moderne übersetzte Formen aus der mittelalterlichen Kirchenbaukunst...“
Der Architekt Fritz Brandt hat nach 1950 fünf Kirchen mit ähnlichen Gestaltungsmerkmalen in Bremen realisiert.
1968 wurde eine Kindertagesstätte auf dem Kirchengrundstück gebaut, die den Gebäudekomplex auf der östlichen Seite ergänzt.

## St.-Markus-Gemeinde
Die Gemeinde hat verschiedene Kreise für u. a. Senioren, Frauen, Männer, Konfirmanden, Jugendliche, Kinder, Theater, Sport, Flötenspieler, Bläser, Chor und Kinderchor. Sie unterhält eine Kita. Die Gemeinde arbeitet in der Arbeitsgemeinschaft Missionarische Kirche und in der Evangelischen Allianz mit.